# 歩高里

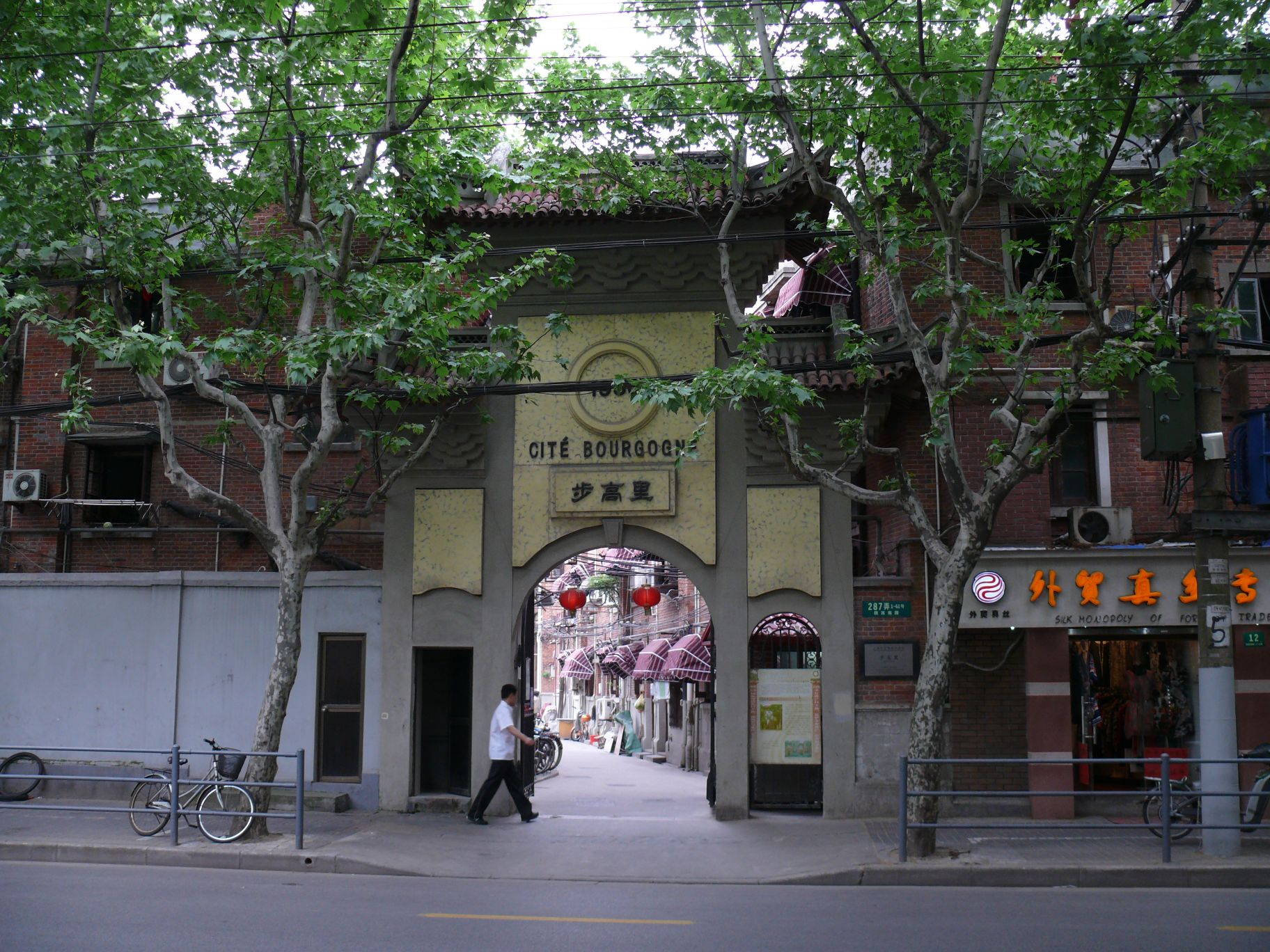
西側の入口

歩高里（ほこうり、フランス語: Cité Bourgogne）は上海市黄浦区にある石庫門住宅地である。歩高里は上海の数少ないほぼ完全に保存されている石庫門住宅地である。1930年に竣工し、名称はフランスのブルゴーニュ地域圏から由来する。
作家の巴金は歩高里の52号に居住していた。